# Ratpenat cuallarg de Pallas
El ratpenat cuallarg de Pallas (Molossus molossus) és una espècie de ratpenat de la família dels molòssids que es troba a l'Argentina, Belize, Bolívia, el Brasil, Colòmbia, Costa Rica, Cuba, República Dominicana, l'Equador, El Salvador, la Guaiana Francesa, Guatemala, Guaiana, Haití, Hondures, Jamaica, Mèxic (Coahuila de Zaragoza i Sinaloa), Antilles Holandeses (Bonaire i Curaçao), Nicaragua, Panamà, el Paraguai, el Perú, Puerto Rico, Surinam, Trinitat i Tobago, Estats Units (Florida), l'Uruguai i Veneçuela.

## Subespècies
- Molossus molossus molossus
- Molossus molossus debilis
- Molossus molossus pygmaeus
- Molossus molossus fortis
- Molossus molossus milleri
- Molossus molossus tropidorhynchus
- Molossus molossus verrilli